# 丽贝卡·费尔顿
丽贝卡·安·拉蒂默·费尔顿（英語：Rebecca Ann Latimer Felton，1835年6月10日—1930年1月24日），美国作家、教师、改革家及奴隶主，同时也是美国历史上第一位女性参议员，但任期仅为一天，因此成为了美国历史上任期最短的参议员。
费尔顿是进步时代佐治亚州最杰出的女性，曾被任命为参议院议员。她于1922年11月21日宣誓就职联邦参议员，但在任时间仅为一天。当时她的年龄为87岁9个月零22天，是上任时年龄最大的参议员。费尔顿长期为佐治亚州唯一的一位女性联邦参议员，直到2020年凯利·洛夫勒被州长任命为联邦参议员时才打破此项记录。
1922年10月3日，乔治亚州州长托马斯·哈德维克（Thomas Hardwick）任命丽贝卡·费尔顿填补参议院席位空缺；因而创造了历史，使她成为美国历史上第一位女参议员。不过哈德维克这样作是为了给他自己进入参议院而铺路；第一，他急需要争取刚刚赢得投票权的妇女们的支持。哈德维克曾经反对过给予妇女投票权的第十九修正案。第二，他不愿意为自己树立一个强大的竞争对手，因此任命了已经87岁高龄的丽贝卡·费尔顿，以便他自己在选举中获胜。不过，因为他任命费尔顿的时候国会在休会，因此费尔顿未能宣誓就职。但是哈德维克的计划落空，他在选举中输给了沃尔特·乔治（Walter George）。 当国会在1922年11月21日复会后，沃尔特·乔治特地推迟一天上任，让丽贝卡·费尔顿宣誓就职，做了一天的参议员；也作为美国第一位女参议员名留史册。

## 早年生活
费尔顿于1835年6月10日出生在乔治亚州的迪凯特其父查尔斯·拉蒂默是一位富有的种植园主、商人以及杂货店老板。查尔斯出生在马里兰州，在1820年代搬到迪卡尔布县，他的妻子埃莉诺·斯威夫特·拉蒂默则来自佐治亚州的摩根顿。费尔顿是四个孩子中最大的一个，她的妹妹玛丽·拉蒂默和她一样也在20世纪初的女权运动中崭露头角。在她15岁时，她的父亲将她送到麦迪逊镇的亲戚那里，她在那里就读于当地长老会开设的一所私立学校。此后费尔顿又前往麦迪逊女子学院，并在那里接受了博雅教育。1852年，时年17岁的她以全班第一名的优异成绩顺利毕业。
1853年10月，费尔顿在家中与威廉·哈雷尔·费尔顿博士结婚，并搬到乔治亚州卡特斯维尔北部的种植园与他同住。她前后共生育了五个孩子，其中包括一个女儿和四个儿子，但不幸的是只有霍华德·欧文·费尔顿一人活到了成年。在南北战争时，费尔顿家的种植园毁于战火。由于奴隶制被废除，费尔顿夫妇只能通过其他手段进行农业生产，直到有足够的钱去开办一所学校。之后费尔顿夫妇在卡特斯维尔开设了费尔顿学院，她和她的丈夫都在那里任教。

## 争取妇女权益
丽贝卡·费尔顿于1886年加入了妇女基督教禁酒联盟，随后成为了白人妇女平权运动的代表人物。19世纪末期，丽贝卡·费尔顿开始独立参与公众事务，她在这一时期通过精英阶层的男性为精英阶层的女性争取平等的地位。费尔顿在1887年妇女基督教禁酒联盟举行的州会议上发表了讲话，她认为女性正在积极的履行妻子和母亲的责任，但是男性总是忽略她们的重要性。她还认为女性应当在家庭中扮演更为重要的角色，并且应当对家庭的决策产生更大的影响。同时她还认为，对妇女儿童提供良好的教育是提高女性权益的前提条件，因为只有这样才可以让女性实现经济独立，同时也能对下一代起到更好的教育作用。1898年，费尔顿出版了《佐治亚州女孩的纺织教育》一书，试图说服佐治亚州立法者重视女孩的教育问题。同时她在书中还认为，照顾妻子和孩子是男性的义务，他们应当确保儿子和女儿享有平等的受教育机会。
但是费尔顿的倡议并没有起到太大的作用，因此她于1900年参加了妇女选举权运动。在此期间，费尔顿努力为美国妇女追求各项权益，其中包括投票权、接受义务教育的权益以及进入公立大学就读的权益。作为著名的女权活动家，费尔顿在民风保守的佐治亚州有很多反对者，其中包括米尔德里德·刘易斯·卢瑟福。1915年，费尔顿在佐治亚州立法机构与诸多反女权主义者进行了辩论。在辩论期间，主持人偏袒反女权主义者，给他们每人45分钟的发言时间，但却在费尔顿发言30分钟时打断了她。费尔顿无视了主持人的打断，继续进行了15分钟的演讲，并在演讲中多次嘲讽卢瑟福的虚伪。不过虽然如此，佐治亚州的立法委员会并没有通过相关的选举权法案。随后佐治亚州更是于1919年否决了美国宪法第十九修正案，是少数几个否决此修正案的州之一。因此，佐治亚州的妇女未能在1920年的总统选举中获得投票权，直到1922年才获得投票资格。
在费尔顿看来，美國南部的男性群体一方面标榜“骑士精神”，在另一方面却拒绝给予女性投票权的行为毫无疑问是非常虚伪的。在1915年佐治亚州立法委员会拒绝给予女性投票权后，费尔顿在书中写道：
对于那些女性拥有选举权的州而言，这些州的男性更为绅士，也更具有骑士精神，和某些粗鄙野蛮的男性有着天壤之别。难道说美国南方的男性就不够慷慨，就没有骑士精神了吗？和西部的男性相比，这些南部的男性说话更为动听，但是他们的行为却不够真诚。虽然他们的甜言蜜语非常动听，但是南部的女性更在乎一些实质上的东西。

## 种族观点
自丽贝卡·费尔顿18岁结婚以来，费尔顿夫妇一直是奴隶主，直到南北战争结束，此外她还是美国国会中最后一个蓄过奴的议员。

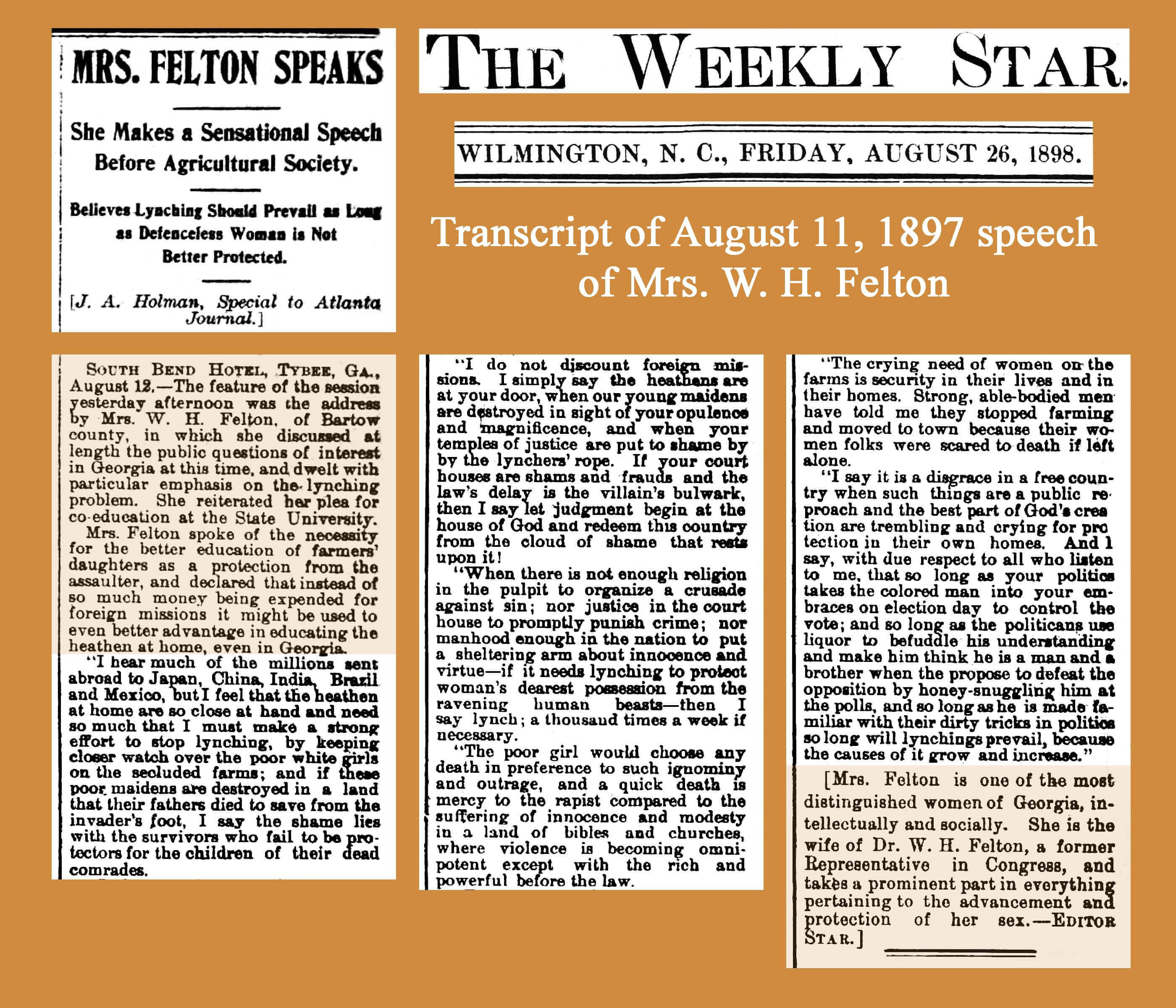
1898年8月11日，费尔顿发表讲话称，鉴于教会和法院无法阻止“贪婪的人兽”（指黑人）对白人妇女的侵害，因此需要对他们实施私刑，即食每周上千次也毫不过分。对此，亚历山大·曼利在其开办的报纸上对费尔顿的观点进行了反驳，这篇文章后来又成为了1898年威尔明顿大屠杀的借口。

丽贝卡·费尔顿是一个极端的白人至上主义者，她甚至还曾说过“佐治亚州在黑人教育上出资越多，黑人的犯罪率就越高”之类的极端言论。1893年美国举办芝加哥哥伦布纪念博览会时，费尔顿曾提议说要举办一个关于黑奴生活的展览，希望体现出“黑奴真实的生活状态”，而不是像《汤姆叔叔的小屋》那样“污蔑”奴隶制度。
费尔顿将追求平等待遇的黑人青年称为“半文明的大猩猩”，并认为他们追求种族平等的行为是基于对白人女性的“兽欲”。费尔顿一方面为白人女性争取投票权，一方面反对黑人拥有投票权，并认为黑人拥有投票权会增加白人女性被强奸的风险。

## 晚年
费尔顿在1929年接受了采访，在采访中她讨论了自己的政治成就以及她在1838年关于眼泪之路的部分记忆。在致力于妇女选举权五十多年后，费尔顿回到卡特斯維爾并继续写作和演讲，直到她最后的日子。她于1930年在亚特兰大去世，在她去世前不久完成了她的著作《佐治亚州女性的浪漫故事》。 她的遗体被安葬在卡特斯维尔的橡树山公墓。